# Stadion Švajcarija
Stadion Švajcarija – stadion sportowy w Zlatiborze, w Serbii. Obiekt może pomieścić 1040 widzów. Swoje spotkania rozgrywają na nim piłkarze klubu FK Zlatibor Čajetina.